# Megastigmus firmae
Megastigmus firmae är en stekelart som beskrevs av Kamijo 1962. Megastigmus firmae ingår i släktet Megastigmus och familjen gallglanssteklar. Inga underarter finns listade i Catalogue of Life.